# Williamson (Illinois)
Williamson és una població dels Estats Units a l'estat d'Illinois. Segons el cens del 2000 tenia 251 habitants.

## Demografia
Segons el cens del 2000, Williamson tenia 251 habitants, 99 habitatges, i 66 famílies. La densitat de població era de 63,8 habitants/km².
Dels 99 habitatges en un 33,3% hi vivien nens de menys de 18 anys, en un 51,5% hi vivien parelles casades, en un 15,2% dones solteres, i en un 33,3% no eren unitats familiars. En el 26,3% dels habitatges hi vivien persones soles el 18,2% de les quals corresponia a persones de 65 anys o més que vivien soles. El nombre mitjà de persones vivint en cada habitatge era de 2,54 i el nombre mitjà de persones que vivien en cada família era de 3,08.
Per edats la població es repartia de la següent manera: un 26,7% tenia menys de 18 anys, un 7,6% entre 18 i 24, un 33,1% entre 25 i 44, un 18,3% de 45 a 60 i un 14,3% 65 anys o més.
L'edat mediana era de 37 anys. Per cada 100 dones de 18 o més anys hi havia 97,8 homes.
La renda mediana per habitatge era de 23.750 $ i la renda mediana per família de 37.500 $. Els homes tenien una renda mediana de 31.250 $ mentre que les dones 20.000 $. La renda per capita de la població era de 12.988 $. Aproximadament el 8,9% de les famílies i el 14,4% de la població estaven per davall del llindar de pobresa.

## Poblacions més properes
El següent diagrama mostra les poblacions més properes.